# Jean Baptiste Sénac
Jean-Baptiste Sénac (Lombez, 1693 – Parigi, 20 dicembre 1770) è stato un medico e anatomista francese.
Jean-Baptiste Sénac è stato anche Sovrintendente alle acque minerali e medicinali del Regno, poi archiatra di Luigi XV dal 1732 al 1752 e Consigliere di Stato. È considerato un precursore della cardiologia come specialità medica per i suoi studi pioneristici anatomo-clinici del cuore, insieme a Raymond Vieussens, Ippolito Francesco Albertini, Giovanni Maria Lancisi e Giovanni Battista Morgagni.
All'epoca non erano note le tecniche diagnostiche della percussione del torace (introdotte nel 1761 da Joseph Leopold Auenbrugger) e dell'auscultazione mediata con lo stetoscopio (introdotta da René Laennec nel 1819). La diagnosi si basava sulla palpazione del polso e sull'auscultazione ponendo direttamente l'orecchio sul torace del malato. Le conoscenze di Sénac e dei suoi contemporanei si fondarono quindi sulle correlazioni tra la clinica delle malattie e l’anatomia patologica studiata con le autopsie.

## Biografia
Jean-Baptiste Sénac nacque nel dipartimento di Gers in Guascogna, regione dell’Occitania, nel piccolo villaggio di Lombez, nel 1693; non è nota la sua data di nascita, così come molto poco si sa della sua biografia; suo padre era avvocato e la madre figlia di un notaio. Michaud riferisce che da giovane Sénac fu protestante e si proponeva di diventare Ministre du saint Évangile. In seguito divenne cattolico e gesuita. Questa notizia però non è trasmessa da altre fonti
Iniziò i suoi studi di medicina all’Università di Leida, presso un condiscepolo di Newton, poi seguì a Londra il corso del medico e chimico britannico John Freind.
Concluse gli studi di medicina all’Università di Montpellier. La lista cronologica dei protomedici di Francia del 1777 lo annota come dottore alla Facoltà di Reims e baccelliere a quella di Parigi, sotto il preside Nicolas Andry nel 1727.

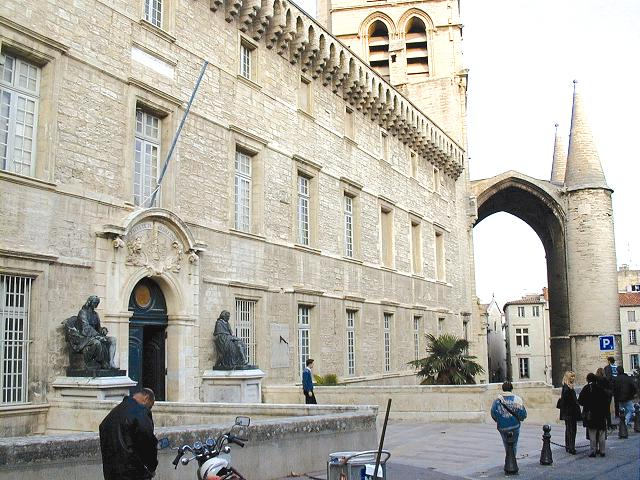
La Facoltà di Medicina di Montpellier

Nel 1724 Sénac tradusse il testo di anatomia del chirurgo e anatomista tedesco Lorenz Heister. L’opera, inizialmente pubblicata in Germania in latino nel 1717 (Compendium anatomicum), fu tradotta anche in tedesco, inglese e italiano e divenne un fondamentale testo di anatomia per tutto il ‘700. Ci furono altre due edizioni della traduzione di Sénac del trattato di Heister, con varie aggiunte, nel 1748 e nel 1753. Il suo interesse per l’anatomia influì anche per il suo lavoro successivo nel campo delle malattie cardiologiche, inoltre lo fece conoscere come anatomista
Alcuni biografi giudicano Sénac un “homme d’ésprit”, ma anche un carattere difficile. Nella biografia di Michaud si racconta che, quando Sénac cominciò a esercitare a Parigi, non volle sostenere un esame di laurea presso la Facoltà di Medicina della capitale, perché era già dottore a Montpellier. La Facoltà allora lo rifiutò inimicandosi Sénac: infatti in seguito Sénac influì sul Duca di Orléans in modo che nessun medico della Facoltà di Parigi divenisse protomedico del Re. Così per fare dispetto ai membri della Facoltà convinse il Duca a far inoculare, cioè a praticare il vaccino antivaioloso, il figlio Duca di Chartres e la sua fidanzata, duchessa di Bourbon, dal medico ginevrino Théodore Tronchin; ma dopo che questi fece molta sensazione a Parigi, Sénac lo prese in avversione.
La Facoltà di Medicina di Parigi, in un’occasione in seguito, rifiuterà il suo aiuto per mantenere l’indipendenza. La Facoltà aveva chiesto al Re uno stanziamento di 20.000 franchi per migliorare l’insegnamento dell’anatomia. Sénac offrì da parte del governo una rendita di 30.000 franchi annui, ma la Facoltà rifiutò per non diventare dipendente.
Con queste parole il Dictionaire historique de la médecine ancienne et moderne di Nicolas Eloy, nel 1778, elogia Sénac:
Sénac divenne membro dell’Accademia delle Scienze di Parigi e della Società Reale di Nancy. Fu medico della Maison Royale di Saint-Louis a Saint-Cyr
e all’Hôpital Royal de Versailles.
Nel dicembre 1723 fu nominato su presentazione di Joseph-Guichard Du Verney e di Jacques-Bénigne Winslow, anatomista aggiunto all’Accademia Reale delle Scienze di Parigi.
Nel 1733, Sénac si trasferì a Versailles.
Durante la guerra del 1745, fu il medico del Maresciallo di Francia Maurizio di Sassonia, che sembra abbia salvato da una grave malattia.
Il duca apprezzava molto Sénac, tanto da portarlo sempre con sé nelle spedizioni di guerra. Michaud racconta che una volta si fece accompagnare in carrozza fino alle trincee nell’assedio di Tournay, alla portata del fuoco nemico.
A Parigi era diventato famoso e stimato e apprezzato negli ambienti della corte come consulente medico del Re. Alla fine nel 1757 fu chiamato a coprire la massima carica di Primo Medico o protomedico di Luigi XV, succedendo al famoso François Chicoyneau.
Alla sua morte il re non nominò un successore.
Nel 1749 diede alle stampe la sua opera più importante, il Traité de la structure du cœur, de son action et de ses maladies, in due tomi, che divenne una delle prime opere organiche e innovative della cardiologia.
Per circa trent’anni Sénac visse a Parigi.
Jean-Baptiste Sénac ebbe due figli da Marie-Thérèse Tanet, appartenente a una famiglia di mercanti della Gironda, il primo divenne un alto funzionario (fermier général), il secondo Gabriel Sénac de Meilhan, scrittore e avvocato, ebbe una brillante carriera amministrativa al servizio del Re di Francia.
Jean Baptiste Sénac morì a Versailles il 20 dicembre 1770.

## Opere

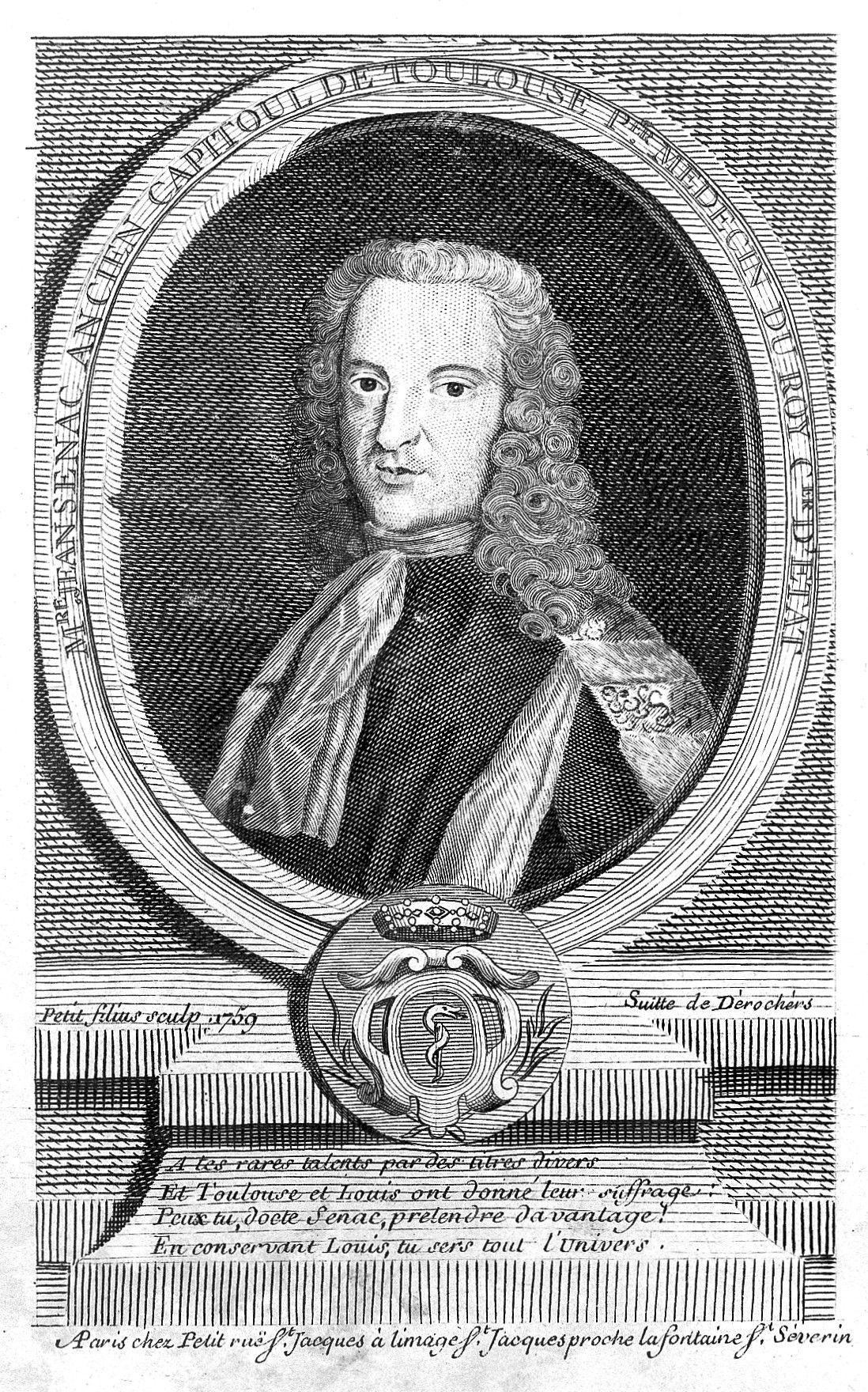
Ritratto di J.B. de Sénac, incisione di Petit il Giovane, 1759

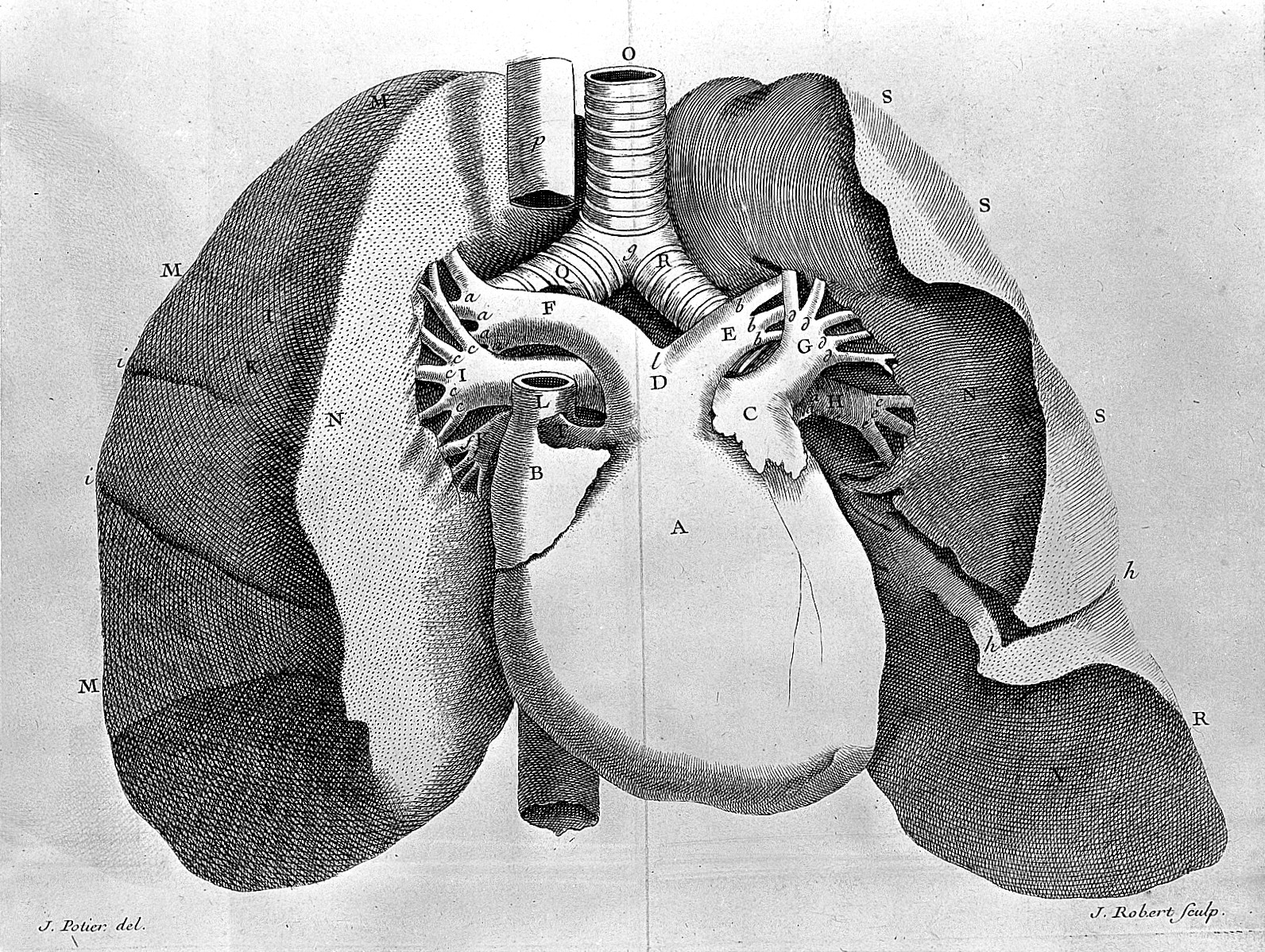
Il cuore, illustrazione dall'edizione del 1749. Wellcome L0004130

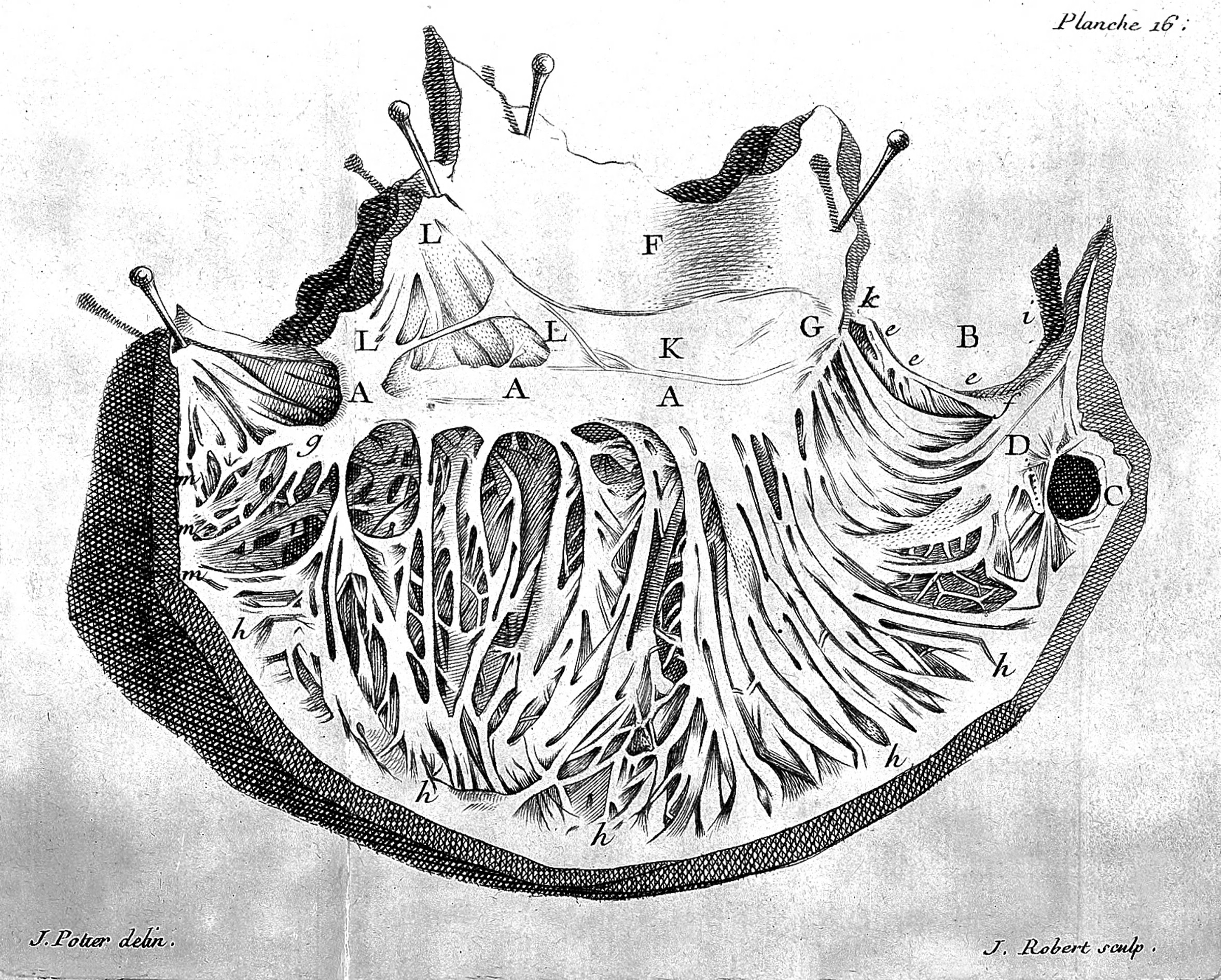
Interno del ventricolo destro, illustrazione dall'edizione del 1749. Wellcome L0000262

### Il Trattato sul cuore
- Traité de la structure du cœur, de son action et de ses maladies, in due tomi, Parigi, 1749, Ed. Jacques Vincent[22].

È l’opera maggiore di Sénac.
Esiste una seconda edizione, considérablement augmentée par Antoine Portal, pubblicata a Parigi nel 1774, e una terza edizione nel 1783, presso Méquignon l'aîné di Parigi.
Pochi anni dopo fu pubblicata anche un'edizione italiana: Trattato della struttura del cuore della sua azione e delle sue infermità del Signor Senac medico consultore del re. Tradotto per la prima volta dal francese, traduzione di Baldassare Camillo, per Giammaria Rizzardi, a Brescia, 1773. Si tratta di un'elegante pubblicazione in quattro tomi in due volumi, in quarto grande, con legature in mezza pelle a 5 nervi con fregi e titoli in oro, tagli rossi; pp. XLIII; il primo tomo di 287 pagine e 17 tavole incise ripiegate; gli altri di 367, 275, 340 pagine.
Una traduzione tedesca fu pubblicata nel 1781.
I contemporanei di Sénac consideravano il Traité come un autorevole lavoro in cardiologia. Albrecht von Haller e Giovanni Battista Morgagni espressero apprezzamento per il trattato di Sénac.
In questo monumentale trattato di più di 1200 pagine, Sénac riassume tutto ciò che era noto sul sistema cardiovascolare nella sua epoca e presenta i risultati dei suoi studi sulle autopsie condotte in venti anni. Egli afferma che le opere di altri medici erano servite da elementi costitutivi del suo edificio e che egli di volta in volta le conferma o corregge (p. XXVI vol I).
L'anatomia e la fisiologia del cuore sono l’argomento dei libri 1 e 2. Sénac discute in maniera approfondita i lavori compiuti dagli autori precedenti e aggiunge in maniera sistematica le proprie osservazioni sulle varie strutture del cuore, pericardio, ventricoli, auricole, valvole, scheletro fibroso e struttura muscolare, vasi coronarici, nervi cardiaci e anche la descrizione del cuore nel feto. Il libro 3 è una vasta rassegna della letteratura sulla circolazione del sangue dalla medicina antica a Harvey fino a metà settecento. Il libro 4 tratta della patologia del cuore.
Il trattato di Sénac è storicamente importante perché è stato il primo sistematico lavoro che abbraccia l'anatomia, la fisiologia e la patologia del cuore. L’opera rivela le origini della cardiologia e la sua intima alleanza con l'anatomia patologica, prima che si evolvesse in una specialità medica a tutti gli effetti..
Molti autori prima di Sénac hanno riportato osservazioni isolate sull’anatomia e le malattie del cuore. Sénac fa un’ampia rassegna della letteratura precedente. Il successivo trattato organico sull’argomento sarà quello di Jean-Nicolas Corvisart, medico di Napoleone Bonaparte, l'Essai sur les maladies et les lésions organiques du cœur et des gros vaisseaux, del 1811.
Corvisart apprezza l’autorevolezza di Sénac e richiama il suo ammonimento ai medici a ben apprendere l’anatomia con numerose osservazioni nelle autopsie per poter comprendere le malattie e curare efficacemente i malati:
(Corvisart Essai sur les maladies et les lésions organiques du cœur et des gros vaisseaux)
Di seguito nel trattato Corvisart fa riferimento più volte alle argomentazioni di Sénac sulle lesioni riscontrate nelle dissezioni.
Molti gli autori citati da Sénac.
Richard Lower nel Tractatus de corde del 1669 aveva descritto il cuore come un organo dotato di fibre muscolari, contestando l’opinione che il sangue si muovesse almeno in parte di moto proprio. Heister aveva descritto la muscolatura cardiaca nel suo Compendium anatomicum del 1717. Con Sénac si ha una dettagliata descrizione della struttura dei muscoli e delle coronarie, egli infatti sostiene che la conoscenza della muscolatura cardiaca è essenziale per comprendere la funzione e le malattie del cuore. Sénac considerava il cuore come una «macchina oscura», egli condivideva la concezione vitalistica della medicina e sosteneva che il principio della vita risiedeva nel cuore ed era connesso al movimento del sangue. Per questo la comprensione delle malattie del cuore era legata primariamente alla conoscenza della struttura e del funzionamento di esso in condizioni normali.
Nel libro IV del Trattato riporta le osservazioni degli autori precedenti sulle malattie del cuore.
Jean Riolan aveva confermato le osservazioni sui vasi coronarici di Andrea Vesalio e Gabriele Falloppio.
William Harvey aveva descritto la circolazione del sangue attraverso le coronarie e le vene cardiache in una lettera a Jean Riolan. Nel 1698 il francese Pierre Chirac aveva dimostrato che la legatura di un'arteria coronarica nel cane produceva l'arresto cardiaco. Nel 1704 Frederik Ruysch, utilizzando uno speciale tecnica di iniezione, aveva ulteriormente chiarito l'anatomia dei vasi coronarici. Lorenzo Bellini in De morbis pectoris (1703) e A.C. Thebesius in De circulo sanguinis in corde (1708) avevano descritto le «ossificazioni» (calcificazioni) dei vasi coronarici. Il medico francese di Montpellier Raymond Vieussens (1635-1715) aveva fornito una chiara descrizione della stenosi mitralica e nel Traitè nouveau de la structure et des cause du mouvement natural du coeur (1715) analizzava il decorso clinico di vari pazienti affetti da malattie cardiache insieme ai risultati autoptici. Sénac riporta con ammirazione i suoi studi sul pericardio, sui vasi coronarici e sulle fibre muscolari del cuore. L’italiano Giovanni Maria Lancisi, medico personale di diversi papi a Roma, viene anche spesso citato da Sénac. Nel 1706 papa Clemente XI aveva incaricato Lancisi di indagare su un numero crescente di morti improvvise sospette a Roma. Lancisi scrisse il lucido trattato De subitaneis mortibus (1707), dimostrando che molte delle morti erano correlate a ispessimento delle pareti e a dilatazione delle camere cardiache e ad alterazioni valvole cardiache. Lancisi nel De motu cordis et aneurysmatibus (1728), descriveva poi aneurismi e altre lesioni cardiache dovute alla sifilide. Sénac discute, contesta o conferma le osservazioni precedenti, annotando spesso la difficoltà di comprendere le malattie cardiache. Date le rudimentali tecniche di semeiotica clinica dell’epoca Sénac fa forza sulle osservazioni autoptiche post-mortem e alle correlazioni anatomo-cliniche. Egli afferma che la verità sulla malattia doveva essere cercata nelle sale delle autopsie poiché «i morti servono da libri di vera cultura».
I contributi più originali di Sénac riguardano la descrizione delle dilatazioni dei ventricoli e degli atri, degli aneurismi delle arterie polmonari e dell'aorta, dei versamenti pericardici, delle alterazioni della struttura della valvola mitrale, le osservazioni sulle palpitazioni e l’utilità del chinino.
Raymond Vieussens nel suo trattato del 1715 aveva accuratamente descritto la stenosi mitralica, con calcificazioni delle cuspidi e dilatazione del cuore destro, e l'insufficienza aortica, con le calcificazioni dei lembi, e il caratteristico polso ampio (legato in seguito al nome di Dominic John Corrigan).
Sénac mette in relazione gli ispessimenti mitralici con la dilatazione atriale con il sintomo palpitazioni, che era ben noto dallo studio del polso periferico e molto comune nelle osservazioni dei medici. Sénac dedica un intero capitolo del Libro 4 al tema delle palpitazioni cardiache: le sue osservazioni sul battito cardiaco irregolare sono considerate tra i suoi contributi più importanti. Egli intuisce l’origine ectopica di questi battiti che ritiene dovuti all’irritazione della parete atriale durante il reflusso di sangue dalla valvola mitrale insufficiente. Conferma l’osservazione di Harvey dell’atrio destro fibrillante nel cuore di un cane morente, inoltre descrive anche la fibrillazione dei ventricoli. Intuisce che, tuttavia le palpitazioni cardiache si possono osservare non solo nella malattia mitralica con dilatazione delle camere cardiache, ma anche in alcuni casi come la febbre e la fatica fisica e in tal caso non sono pericolose e non indicano malattie del cuore.
Cita l’esempio delle palpitazioni in presenza di distensione dello stomaco, arrivando a intuire l’efficacia della chinidina (che chiama Cortex peruviana essendo estratta dalla corteccia di un albero del Perù del genere Chincona: le palpitazioni da distensione gastrica potevano essere alleviate con l’uso di carminativi, il rimedio più efficace e rapido era il chinino con l’aggiunta di piccole quantità di rabarbaro. «Palpitazioni lunghe e ribelli possono cedere a questo febbrifugo associato a un leggero purgante», scrive, introducendo la terapia valida anche attualmente con la chinidina. Sénac aveva esperienza del chinino che aveva usato nella peste di Marsiglia.
Sénac dedica il capitolo X del libro 4 a un argomento molto controverso alla sua epoca, l’origine e il significato dei ‘polipi cardiaci’. I coaguli di sangue osservati dopo la morte erano chiamati 'polipi' e si riteneva che potessero essere la causa di morte. Già nel 1507 Antonio Benivieni aveva fornito una prima descrizione di questi ‘polipi’, accumuli carnosi nerastri che aveva rinvenuto nel ventricolo sinistro. Marcello Malpighi nel 1666 aveva pubblicato il trattato De polypo cordis, nel quale descriveva la formazione dei trombi sia nel cuore sia nei vasi sostenedo che erano dovuti alla coagulazione del sangue dopo la morte. Inoltre aveva osservato al microscopio la struttura lamellare di questi trombi e aveva fornito la prima descrizione dei globuli rossi. Anche Theodor Kerckring nel 1670 aveva affermato che i trombi trovati all'interno delle camere del cuore nel cadavere non erano veri polipi. La questione però era rimasta controversa; Sénac rivede la letteratura e cita in particolare Malpighi, conclude che alcuni tipi di polipi erano si formavano al momento di morte, ma non escludeva l'esistenza di coaguli formatisi nei vasi sanguigni in vita, con conseguenza gravi sul sistema cardiovascolare. La diatriba tra i medici è rimasta aperta fino agli studi di Rudolf Virchow, che a metà del XIX secolo diede la corretta interpretazione di essi coniando il termine trombosi.

### Le altre opere
- Anatomie de Heister avec des Essais de physique sur l'usage des parties du corps humain et sur le mécanisme de leurs mouvements, traduction annotée avec des Essais originaux, del 1724.[34] Nel 1753 fu pubblicata una nuova edizione ampliata in tre tomi.[35]

L'opera è sicuramente attribuita a Sénac. Ne farà cenno nella prefazione della seconda edizione, pp. xii-xiii,dove afferma che il libro era basato su lezioni che aveva dato a studenti stranieri raccomandatagli dal medico inglese Friend, basandosi sul Compendium anatomicum di Heister del 1717, ma aveva aggiunto molto nuovo materiale anche in contraddizione con Heister. Tutti i commentatori successivi concordano nel ritenerne autore Sénac.
- Articolo Sur les noyés ("Sull’annegamento"), in Histoire de l'Académie royale des sciences avec les mémoires de mathématique & de physique dell’Academie Royale des Sciences, 1725.[36]

In esso l’autore afferma che la morte sopravviene non perché l'acqua inonda i polmoni o lo stomaco, ma a causa dell’arresto del passaggio dell’aria nelle vie aeree, provocato dagli spasmi della trachea, per cui non sarebbe utile la pratica di sospendere l’annegato per i piedi a testa in giù per far fuoriuscire l'acqua, che è in realtà poca. Se acqua si trova nei polmoni, essa entra dopo la morte quando la glottide si è rilasciata.
- Mémoire sur le diaphragme, Paris, Mémoires de l'Académie Royale des Science, 1729, p. 118.[37]

- Sur les organes de la respiration. Paris, Mémoires de l'Académie Royale des Science, 1724.[38]
- Discours sur la méthode de Franco et sur celle de M. Rau, in François Colot, Traité de l'opération de la taille. Avec des observations sur la formation de la pierre, et les suppressions Auquel on a joint un discours sur la méthode de Franco et sur celle de M. Rau, Parigi, 1727.

Un trattato sull’operazione di cistotomia e asportazione del calcolo vescicale: opération de la taille veniva appunto indicata una particolare tecnica chirurgica nota dall’antichità per il trattamento della calcolosi.
- Lettres de Julien Morisson sur le choix des saignées, Parigi, 1730.[40]

L'opera è sicuramente attribuita a Sénac, anche se usa lo pseudonimo di Morisson, infatti fu ripubblicata sia in un'edizione dell'anatomia di Heister, sia in una del Trattato sul cuore, come viene raccontato nell'Encyclopedie e in repertori bibliografici. Sénac critica il medico famoso dell'epoca Jean-Baptiste Sylva, forte sostenitore del salasso praticato alle vene del piede, cioè lontano dalla parte malata (che chiamava derivation), che lo stesso Sylva aveva praticato con successo anche al re di Francia Luigi XV. Sylva era autore del trattato Traité de l'usage des différentes sortes de saignées, principalement de celles du pied del 1727, con il quale aveva partecipato alla lunga e aspra disputa tra i medici sul salasso, sulla sede da preferire e sulle indicazioni.
- Traité des causes, des accidents, et de la cure de la peste, avec un recueil d'observations […] sur la peste de Marseille et de Provence, Parigi, presso Pierre-Jean Mariette, 1744, coautore François Chicoyneau.

Sénac era stato chiamato a Marsiglia in occasione della peste del 1720. Nel testo in particolare fa un'analisi approfondita di tutte le prove a favore e contro la tesi della contagiosità della peste.
- De recondita febrium intermittentium, tum remittentium natura et de earum curatione (La natura nascosta e il trattamento delle febbri intermittenti), Ginevra, 1769.[45]

Nel trattato vi è anche la descrizione della cura con corteccia dell'albero cinchona, Cinchona officinalis, (detta Cortex peruviana nel testo), originario del Perù, da cui si ricavava il chinino, già noto dal '600. Sénac utilizzerà il chinino (da cui successivamente sarà ottenuta la chinidina che è un suo stereoisomero, per la cura delle palpitazioni del cuore. Nel Traité de la structure du cœur aveva già segnalato la sua osservazione: Le palpitazioni lunghe e ribelli hanno ceduto a questo febrifugo. Ancora nel 1805 fu pubblicata una traduzione in inglese di Charles Caldwell a Filadelfia. La seconda edizione fu pubblicata, sempre in latino a Napoli, presso la Societatem Litter. & Typographica, nel 1774.
- Nouveau cours de chymie, suivant les principes de Newton et de Sthall, avec un discours historique sur l'origine et les progrès de la chymie, chez Jacques Vincent, Parigi, 1723[49].

Una seconda edizione sempre in 2 volumi è stata pubblicata nel 1737 (Nouvelle éd. Revûe & corrigée, Chez Jacques Vincent, Paris, 1737). Esiste anche un'edizione in italiano: Nuovo corso di chimica secondo i principi di Newton, e di Sthall [sic] con un discorso storico sull'origine, e progressi della chimica, [Jean Baptiste Sénac]; trasportato dalla lingua francese nella nostra italiana favella; e dedicato all'illustrissimo Giambattista Paitoni, presso M. Pleunich, Venezia, 1750.
Nell’opera viene descritta la teoria del flogisto introdotta dal chimico e medico tedesco Georg Ernst Stahl. L'attribuzione del testo è controversa: nel testo non viene indicato l’autore. L’opera è considerata spuria da alcuni commentatori, come il Dictionnaire historique de la médecine ancienne et moderne di H. Hoyois, 1787. Ugualmente per Jacqueline Brossolet in Encyclopædia Universalis on line. Invece è giudicata originale dal Dictionnaire encyclopédique des sciences médicales di Dechambre del 1880.
Il trattato si basa sul tentativo, all’inizio del XVIII secolo, di conciliare le teorie fisiche meccanicistiche di Newton (che erano utilizzate per matematizzare i corpuscoli delle sostanze e le loro reazioni) con lo stahlismo nel campo della chimica. I sostenitori delle teorie di Stahl avversavano infatti questa riduzione della chimica alle teorie della fisica, giudicando che la chimica studiava le qualità interne dei corpi, da cui derivavano i fenomeni i quali quindi erano difficilmente suscettibili di calcolo Sénac avrebbe potuto condividere il tentativo di una teoria ibrida tra le due: anche in campo medico egli pur essendo un anatomista aderiva alla concezione vitalistica. D'altro canto Sénac si dimostra contrario alle teorie di Stahl sulle cause delle contrazioni cardiache nel Trattato del cuore. Inoltre in una nota a p. 447 del I tomo dell’edizione del 1749 del Trattato sul cuore, relativamente alla paternità delle opere che gli sono attribuite, afferma: «… di tutti gli scritti che mi sono attribuiti, io non adotto interamente che quelli che sono nelle Mémoire de l’Academie, le Lettres de Morisson, e alcune dissertazioni che sono nel Journal des Sçavans». Non aderisce quindi 'interamente' al contenuto di testi pubblicati anonimi di cui è stato ritenuto autore; egli stesso nella nota indica la possibilità di rimaneggiamenti di sue lezioni da parte di allievi.
Il Nouveau cours de chymie è stato attribuito a Sénac nel catalogo di E. F. Geoffroy del 1731.
Il chimico francese Pierre-Joseph Macquer descrisse il trattato come opera giovanile di Sénac, mai riconosciuta in seguito. Può essere significativo che Sénac firmò solo il Trattato del cuore e che il Corso di Chimica e l’Anatomia di Heister hanno lo stesso editore, Jacques Vincent, e che Sénac fosse in contatto con John Freind, i cui scritti sono utilizzati nel testo di chimica. L'attribuzione resta però controversa.